# Oleg Ivanov
Oleg Alexandrovič Ivanov (rusky: Олег Александрович Иванов; * 4. srpna 1986) je ruský fotbalový záložník, který hraje na pozici středního záložníka za Rubin Kazaň.

## Klubová kariéra

### Křídla Sovětů Samara
Za tým Křídla Sovětů Samara debutoval dne 22. března 2008.

### Achmat Groznyj
Dne 10. ledna 2021 byla po 10 letech v klubu ukončena smlouva s RFK Achmat Groznyj.

### Ufa
Dne 21. ledna 2021 podepsal smlouvu na 1,5 roku s Ufou.

## Reprezentační kariéra
Ivanov byl vybrán do předběžné nominace ruského národního týmu pro Euro 2008. Byl povolán po zranění Pavla Pogrebňaka. Po dlouhé odmlce byl v únoru 2013 znovu povolán do národního týmu na přátelské utkání proti Islandu. V reprezentaci nakonec debutoval až 7. června 2015 v přátelském utkání proti Bělorusku.

## Kariérní statistiky

### Klubové
Platí k 28. květnu 2022
| Klub                 | Sezóna            | Liga              | Liga   | Liga | Pohár  | Pohár | Kontinentální | Kontinentální | Ostatní | Ostatní | Celkově | Celkově |
| Klub                 | Sezóna            | Divize            | Zápasy | Góly | Zápasy | Góly  | Zápasy        | Góly          | Zápasy  | Góly    | Zápasy  | Góly    |
| -------------------- | ----------------- | ----------------- | ------ | ---- | ------ | ----- | ------------- | ------------- | ------- | ------- | ------- | ------- |
| Spartak Moskva       | 2004              | RPL               | 2      | 0    | –      | –     | 3             | 0             | –       | –       | 5       | 0       |
| Chimki               | 2005              | FNL               | 32     | 7    | 4      | 1     | –             | –             | –       | –       | 36      | 8       |
| Kubáň Krasnodar      | 2006              | FNL               | 39     | 5    | 1      | 1     | –             | –             | –       | –       | 40      | 6       |
| Kubáň Krasnodar      | 2007              | RPL               | 18     | 4    | 2      | 0     | –             | –             | –       | –       | 20      | 4       |
| Kubáň Krasnodar      | Celkově           | Celkově           | 57     | 9    | 3      | 1     | 0             | 0             | 0       | 0       | 60      | 10      |
| Křídla Sovětů Samara | 2008              | RPL               | 22     | 2    | 2      | 1     | –             | –             | –       | –       | 24      | 3       |
| Křídla Sovětů Samara | 2009              | RPL               | 27     | 2    | 0      | 0     | 2             | 0             | –       | –       | 29      | 2       |
| Křídla Sovětů Samara | 2010              | RPL               | 15     | 2    | 1      | 0     | –             | –             | –       | –       | 16      | 2       |
| Křídla Sovětů Samara | Celkově           | Celkově           | 64     | 6    | 3      | 1     | 2             | 0             | 0       | 0       | 69      | 7       |
| Rostov               | 2011/12           | RPL               | 14     | 0    | 3      | 1     | –             | –             | –       | –       | 17      | 1       |
| Achmat Groznyj       | 2011/12           | RPL               | 10     | 0    | 1      | 0     | –             | –             | –       | –       | 11      | 0       |
| Achmat Groznyj       | 2012/13           | RPL               | 26     | 3    | 3      | 0     | –             | –             | –       | –       | 29      | 3       |
| Achmat Groznyj       | 2013/14           | RPL               | 29     | 4    | 3      | 0     | –             | –             | –       | –       | 32      | 4       |
| Achmat Groznyj       | 2014/15           | RPL               | 27     | 1    | 1      | 0     | –             | –             | –       | –       | 28      | 1       |
| Achmat Groznyj       | 2015/16           | RPL               | 28     | 1    | 1      | 0     | –             | –             | –       | –       | 29      | 1       |
| Achmat Groznyj       | 2016/17           | RPL               | 20     | 1    | 2      | 0     | –             | –             | –       | –       | 22      | 1       |
| Achmat Groznyj       | 2017/18           | RPL               | 19     | 0    | 0      | 0     | –             | –             | –       | –       | 19      | 0       |
| Achmat Groznyj       | 2018/19           | RPL               | 27     | 5    | 1      | 0     | –             | –             | –       | –       | 28      | 5       |
| Achmat Groznyj       | 2019/20           | RPL               | 27     | 1    | 3      | 0     | –             | –             | –       | –       | 30      | 1       |
| Achmat Groznyj       | 2020/21           | RPL               | 13     | 0    | 1      | 1     | –             | –             | –       | –       | 14      | 1       |
| Achmat Groznyj       | Celkově           | Celkově           | 226    | 16   | 16     | 1     | 0             | 0             | 0       | 0       | 242     | 17      |
| Ufa                  | 2020/21           | RPL               | 9      | 1    | 1      | 0     | –             | –             | –       | –       | 10      | 1       |
| Ufa                  | 2021/22           | RPL               | 23     | 2    | 1      | 0     | –             | –             | 1       | 0       | 25      | 2       |
| Ufa                  | Celkově           | Celkově           | 32     | 3    | 2      | 0     | 0             | 0             | 1       | 0       | 35      | 3       |
| Celkově v kariéře    | Celkově v kariéře | Celkově v kariéře | 427    | 41   | 31     | 5     | 5             | 0             | 1       | 0       | 464     | 46      |